# 阿芙特短腺吸虫
阿芙特短腺吸虫（学名：Brachylecithum alfortense）为双腔科短腺属的动物。在中国大陆，分布于福建福州等地，营寄生生活，终末宿主树鹨，寄生于肝脏以及胆管。该物种的模式产地在福建福州。